# Plantage (Potsdam)
De Plantage is een voormalige exercitieplaats en park in de binnenstad van Potsdam, de hoofdstad van de Duitse deelstaat Brandenburg. Het wordt in het noorden begrensd door de Yorckstraße, in het oosten door de Dortusstraße, in het westen door de voormalige Langer Stall en in het zuiden door de plaats waar tot 1968 de Garnisonkirche stond.

## Geschiedenis
In 1720 werd begonnen met de aanleg van een exercitieplaats op de plaats van een moeras. Vanwege de slechte ondergrond kon er niets worden gebouwd. Zelfs de Garnisonkirche moest op palen worden gebouwd. De stadsgracht (Stadtkanal) moest als afwatering voor het rechthoekige terrein dienen. Het werd meerdere keren opgevuld met puin, zand en stenen (in 1748, 1763 en 1781) maar nog steeds was er geen bebouwing mogelijk. Er werden diagonale paden aangelegd en het werd door een brede promenade omsloten. Om de Plantage werd een houten hek neergezet en er werden dubbele rijen lindebomen geplant. Deze zakten echter al na korte tijd in de bodem weg en stierven af. Sindsdien werd het terrein alleen gebruikt als exercitieplaats.
In 1850 werd de Plantage opnieuw ingericht naar plannen van Peter Joseph Lenné. De overgebleven lindebomen die in dubbele rijen waren geplant werden aangevuld met nieuwe bomen en op het terrein werden struikjes en heesters aangeplant. Amper 50 jaar later werd het terrein opnieuw aangepast. Het terrein werd veranderd in een grasveld en de diagonale paden bleven behouden. In het midden, op het snijpunt van deze paden, werd een rond plantsoen aangelegd. Hierin werd op een granieten sokkel een bronzen beeld van Frederik de Grote opgesteld. In 1924 werd op de Plantage, aan de westkant van de Garnisonkirche, een nieuw monument opgesteld. Het zogenaamde "Semper-Talis-monument" eerde het 1e Garderegiment te Voet.
Vanaf 1934 werden er alleen nog kleine veranderingen aan het terrein aangebracht. Het ronde plantsoen werd verkleind, alle beplanting werd verwijderd en bijna alle bomen werden gerooid. Hiervoor in de plaats werden struikjes aangeplant. Aan de noordkant van de Plantage werd een breed pad met zitbanken aangelegd. Het terrein werd door de burgers van Potsdam vooral als park gebruikt.
Na de Tweede Wereldoorlog werd de uitgebrande Garnisonkirche gesloopt en de beide beschadigde monumenten van de Plantage verwijderd. Doordat op de plaats van de Garnisonkirche en op een deel van de Plantage een rekencentrum voor het District Potsdam werd gebouwd bleef er weinig over van het terrein. De voormalige Plantage biedt nu een troosteloze aanblik. Een vlakbijgelegen school gebruikt het overgebleven terrein nu als sportveld en speelplaats. In 1991 werd in de noordoosthoek van de Plantage het nieuw vervaardigde klokkenspel van de Garnisonkirche opgesteld.

## Toekomst
De wederopbouwplannen van de Garnisonkirche en het oude centrum van Potsdam voorzien ook in de nieuwe aanleg van de Plantage.